# Janet Leigh
Janet Leigh, nome artístico de Jeanette Helen Morrison (Merced, 6 de julho de 1927 — Beverly Hills, 3 de outubro de 2004) foi uma atriz norte-americana. É lembrada principalmente por seu desempenho em Psycho (1960) para o qual ela foi premiada com o Globo de Ouro de Melhor Atriz Coadjuvante e recebeu uma indicação ao Óscar.
Descoberta pela atriz Norma Shearer, Leigh garantiu um contrato com a Metro-Goldwyn-Mayer e fez sua estreia no cinema com um papel de protagonista em O Romance of Rosy Ridge em 1947. Nos anos seguintes, ela apareceu em vários filmes populares de uma ampla variedade de géneros, incluindo Ato de Violência (1948), Little Women (1949), Holiday affair (1949), Angels in the Outfield (1951), Scaramouche (1952), The Naked Spur (1953), Walking My Baby Back Home (1953) e Living It Up (1954).
Depois de dois casamentos breves, Leigh casou com o ator Tony Curtis em 1951, e tiveram dois filhos juntos, Jamie Lee Curtis e Kelly Curtis. Durante o casamento de alto perfil, o casal estrelou cinco filmes juntos: Houdini (1953), O Escudo Negro de Falworth (1954), The Vikings (1958), The Perfect Furlough (1958), Who Was That Lady? (1960). Eles também tinham uma cena juntos em outro filme, a comédia musical Pepe (1960). Leigh desempenhou papéis dramáticos principalmente durante a segunda metade dos anos 1950 em filmes como o Safari (1955) e Touch of Evil (1958). Ela continuou a aparecer ocasionalmente em filmes e na televisão, incluindo The Manchurian Candidate (1962) e Bye Bye Birdie (1963), bem como dois filmes com sua filha, Jamie Lee Curtis: The Fog (1980) e Halloween H20: 20 Years Later (1998).

## Biografia

### Infância e juventude
Janet era filha única e começou a mudar de casa muito cedo com os seus pais. Inteligente e afoita, salta vários anos na escola e acaba o secundário com apenas quinze anos. Um pouco solitária, passava a maior parte do seu tempo no cinema. Depois de se mudar para Stockton, na Califórnia, foi estudar música e psicologia na Universidade do Pacífico.

### Início da carreira
Os pais trabalhavam num resort de ski, quando a ex-atriz da MGM Norma Shearer viu uma fotografia de Jeanette na recepção do resort, local de trabalho do pai. Norma levou a fotografia para os estúdios. Lá, arranjaram-lhe um screen test e um primeiro papel em The Romance of Rosy Ridge (1947). Foi neste drama passado após a guerra civil americana, em que contracenou com Van Johnson, que o público teve pela primeira vez contato com a atriz.
Segundo se conta, foi Van Johnson que inventou o nome pelo qual Jeanette Morrison viria a ser conhecida artisticamente - Janet Leigh. Esta, a início, não gostou da ideia, por ser demasiado semelhante ao nome da atriz Vivien Leigh.
Ainda na MGM fez If Winter Comes de Victor Saville, na qual desempenhava o papel de um jovem grávida de um soldado que parte para a guerra e que é acolhida por um homem casado e infeliz. Words and Music de, 1948 seria o seu terceiro filme: uma biografia sobre os compositores Rodgers e Hart, onde contracenava com nomes como Judy Garland, Mickey Rooney e Gene Kelly.
Foi no final dos anos 1940, também uma época da transformação do Studio System, que Janet Leigh foi construindo uma imagem de menina ingénua. Com 20 anos contracena com Robert Ryan e Van Heflin em Act of Violence de Fred Zinemann, um melodrama sobre um ex-soldado que após a guerra tenta vingar-se de um informante de um dos campos de prisioneiros. Ainda no mesmo ano de 1948, protagoniza um dos filmes da popular cadela Lassie, Hills of Home.

### Início do sucesso

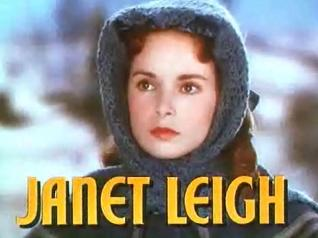
Cena do filme Little Women (1949)

No ano seguinte, tem o seu primeiro grande sucesso, Little Women (no Brasil, Quatro destinos), de Mervyn LeRoy, adaptação da famosa novela de Louise May Alcott. Nesta obra, Janet desenvolveu uma enorme cumplicidade com as suas "irmãs" Elizabeth Taylor, June Allyson e Margaret O’Brien. Leigh encarna o papel de Meg March, a filha mais velha, dividida entre o desejo de casar e a devoção à sua família.
Em The Red Danube, de George Sidney, Janet é uma bailarina russa que tem de voltar contra vontade, ao seu país após ter se estabelecido na Viena do pós-guerra. Em seguida faz Doctor and the Girl de Curtis Bernhardt, um drama com Glenn Ford no papel de um médico que deseja ajudar os pobres e desfavorecidos.
Baseado no romance A Man of Property de John Galsworthy, seu próximo filme foi That Forsythe Woman, um drama de época com um elenco fabuloso: Errol Flynn, Greer Garson, Walter Pidgeon e ela. Os últimos filmes de 1949 são Hollyday Affair de Don Hartman com Robert Mitchum, sobre uma jovem viúva que se apaixona por um vendedor de brinquedos e ainda How to Smuggle a Hernia Across the Border de Jerry Lewis.

### Anos 50
Em 1950, a atriz conhece Tony Curtis, também ele uma estrela em ascensão. Ambos começam a namorar, e nesse período a atriz abraça sobretudo comédias e musicais aproveitando o seu ar imaculado e bem disposto. Após o casamento com Curtis no ano seguinte, a sua imagem vai ganhar cores de sedução e sensualidade.
Em 1951, retoma a sua carreira com Strictly Dishonorable, uma comédia na qual usa uma peruca preta e se apaixona por uma estrela da ópera. Angels in the Outfield, de Clarence Brown, é outra comédia na qual um treinador de baseball se apaixona por uma repórter e passa de homem do desporto a homem de família. Em Two Tickets to Broadway, é Nancy Peterson, uma moça do interior que vem tentar a sorte em Nova Iorque. It’s a Big Country é o último filme de 1951, um drama em diferentes episódios dirigido por vários realizadores.
Em 1952, Leigh faz Just This Once, de Don Weis, uma comédia na qual a atriz faz uma advogada que tem de controlar os gastos de um milionário, protagonizado por Peter Lawford. Segue-se Scaramouche, aventura de George Sidney no qual Stewart Granger e Mel Ferrer lutam pelo amor de uma mulher. Fearless Fagan, de Stanley Donan, é considerado o pior filme de Janet Leigh. Neste, um leão vai criar problemas a uma jovem cantora que deseja visitar um acampamento militar.
Em seguida vem um dos melhores papéis da carreira da atriz, The Naked Spur (1953), de Anthony Mann, um western intenso e psicológico, James Stewart é um caçador de recompensas que tenta trazer à justiça um criminoso foragido, interpretado por Robert Ryan. Leigh desempenha o papel de filha de um assaltante de bancos, que o criminoso acolhe na sua quadrilha e que faz lembrar Stewart de uma mulher que amou.
Confidentially Connie é um drama sobre um pobre professor e a sua mulher que não têm dinheiro para comer carne apesar do pai dele ser dono de um importante rancho.
Mais típico dos seus filmes dos anos 1950 foi Houdini, de George Marshall no qual contracenou com o marido Tony Curtis. Foi o primeiro dos cinco filmes em que contracenaram juntos. O filme acompanha a vida do casal Houdini embora de uma forma muito estilizada à Hollywood. Segue-se Walking My Baby Back Home, uma obra sobre músicos amadores.
O primeiro filme de 1954 é O Príncipe Valente, um filme de aventura com Robert Wagner encarnando um jovem príncipe viking que ajuda o Rei Artur a lutar contra a traição em seu reino. Segue-se Living it Up, uma comédia divertida com Jerry Lewis e Dean Martin. Ainda do mesmo ano são The Black Shield of Falworth, o segundo trabalho com o marido num filme de aventuras sobre cavaleiros e duelos, e Rogue Cop, um noir com Robert Taylor, sobre um detetive que vai para o lado da crime.
Em 1955, dois outros títulos menores: Pete Kelly's Blues, uma comédia sobre músicos de jazz que se envolvem com a máfia, e My Sister Eileen, um musical onde Leigh contracenaria com Jack Lemmon. Em 1956 protagoniza Safari, um filme de aventuras de Terence Young sobre um caçador, Victor Mature, que se apaixona pela mulher do seu empregado. No ano seguinte atua em Estradas do Inferno, o encontro de Leigh com o mestre austríaco Josef Von Sternberg. Trata-se de um filme de aventuras em que uma aviadora russa e um piloto americano, John Wayne, se perdem de amores um pelo outro.

### O auge

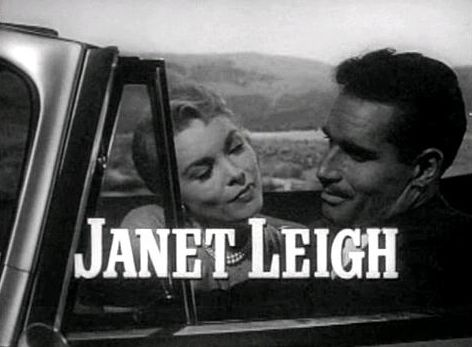
Janet Leigh contracena com Charlton Heston no filme Touch of Evil, de 1958

Após anos, o público tinha de Janet a ideia de uma atriz competente, mas mediana, sem grande brilho. Mas isso iria mudar com Touch of Evil, de Orson Welles, um das mais famosas obras da história do cinema. É uma mulher que foi de lua de mel para o México com o seu marido, Ramon Vargas (Charlton Heston). Lá vêem-se envolvidos numa investigação de um assassinato que poderá comprometer a dignidade da polícia local. Este thriller noir modificou a imagem de Janet Leigh. É a primeira personagem da atriz cheia de carga sexual.
Antes ainda daquele que é reconhecido como o seu mais popular trabalho (Marion Crane, em Psicose - 1960 -, de Alfred Hitchcock), Janet viria a protagonizar ainda três filmes. São eles The Vikings, de 1958, com Tony Curtis e Kirk Douglas, The Perferct Furlough (1959), de Blake Edwards, também com Curtis, e, finalmente, Who Was That Lady?, de George Sidney com Curtis e Dean Martin.
Assim, foi sem surpresa que em 1960 Janet foi escolhida para interpretar o papel de Marion Crane no thriller Psicose, uma adaptação de uma novela de Robert Bloch que por sua vez se baseava nas atrocidades do famoso psicopata Ed Gein. Janet ficou sobretudo conhecida pelo seu assassinato no chuveiro, cena que a colocou instantaneamente nos anais da história do cinema. Algo que a fez nunca mais tomar duchas e tomar banho de imersão sempre de porta aberta. Por esta interpretação a atriz recebeu a única nomeação para o Oscar de melhor Atriz (coadjuvante/secundária).

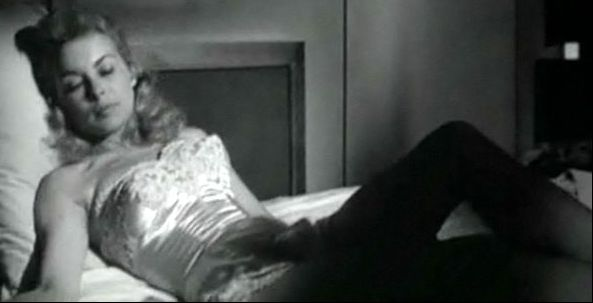
Touch of Evil, 1958

Segue-se uma comédia ligeira. Em Pepe, de George Sidney, Janet é uma camponesa mexicana que vai ser ajudada pelas estrelas na sua chegada a Hollywood. Em 1962, Janet protagonizaria outra das obras que ficariam marcadas a ouro na sua carreira. Em The Manchurian Candidate de John Frankenheimer, contracenaria com Frank Sinatra, Laurence Harvey e Angela Lansbury. Trata-se de uma obra de ação profética, pois lidava com a lavagem cerebral por parte do exército chinês de soldados americanos para que assassinassem o candidato presidencial americano. Da ficção à realidade foi um passo, e no ano seguinte, o presidente Kennedy foi morto em Dallas. Janet acabara de se separar de Tony Curtis, e, ironicamente, na breve cena que a atriz protagoniza no início do filme, num bordel, onde há uma moça coreana que está a ler uma revista que tem Tony e Janet na capa, como um feliz casal. Após dez anos de casamento, a união com Curtis chegava ao fim. Desse relacionamento nasceram duas filhas, Jamie Lee Curtis e Kelly Curtis, que se tornariam também atrizes.

### Época de poucos filmes

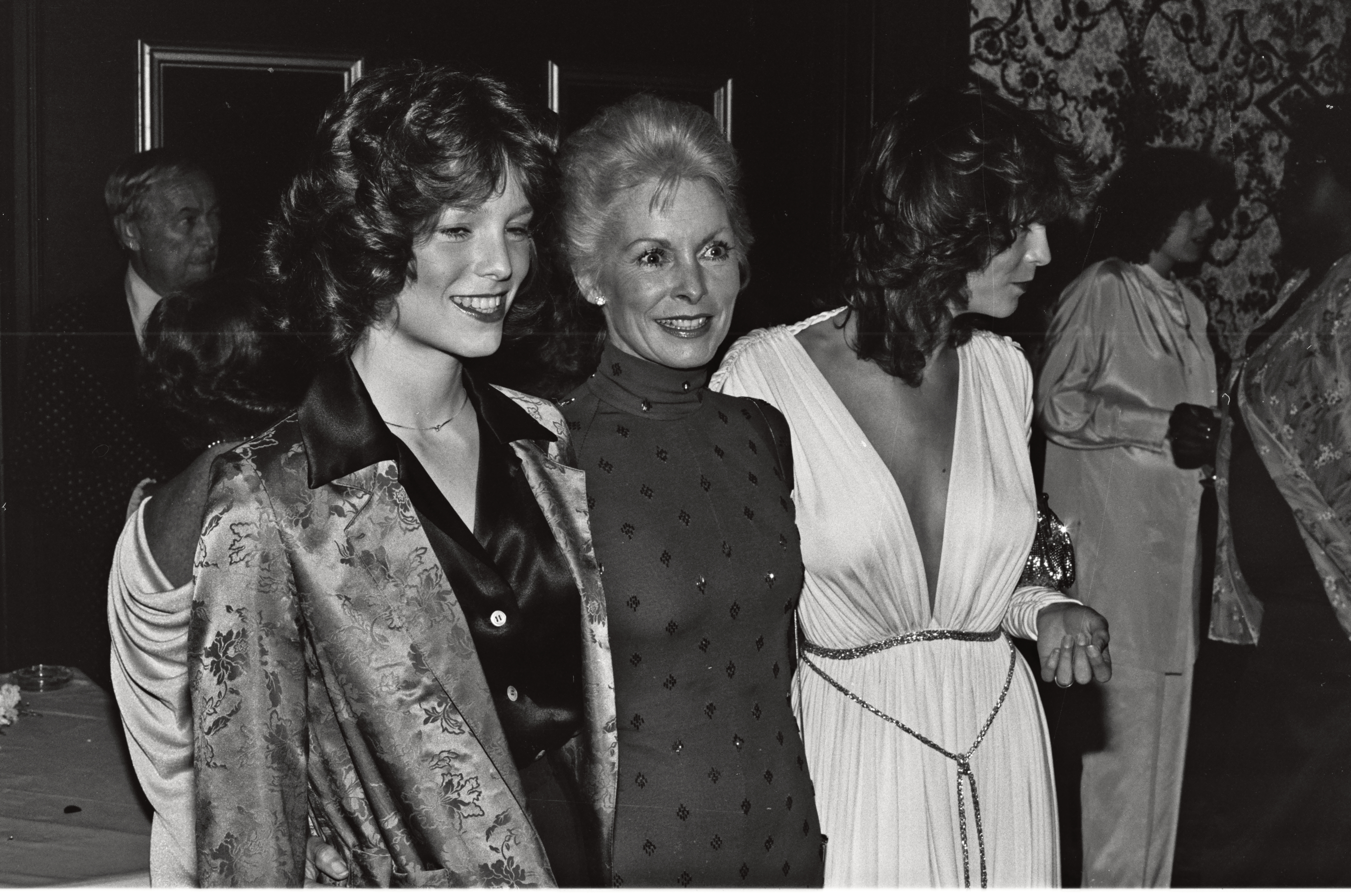
Janet Leigh (centro) entre suas filhas, Kelly Curtis e Jamie Lee Curtis, em maio de 1979

No ano seguinte, houve o regresso à comédia musical com Bye Bye Birdie, do já "cúmplice" George Sidney. Tratava-se de uma adaptação de um êxito da Broadway mas na qual estava já implícito um maior destaque dado à adolescente Ann-Margret. A partir daqui a sua carreira sofreu um notável abrandamento, mais por decisão própria do que imposta. Assim, resolveu dedicar-se às duas filhas e ao recente marido, o corretor da bolsa Robert Brandt, com o qual se manteve casada até ao fim. Ainda em 1963 faz uma comédia Wives and Lovers sobre um escritor falhado, cujo inesperado sucesso vai afetar a sua relação conjugal. No resto dos anos sessenta, setenta e oitenta, Janet Leigh vai sobretudo dedicar-se à televisão aparecendo em inúmeras séries.
Destaque ainda para The Fog, de John Carpenter, já de 1980, uma obra de terror que vai juntar pela primeira vez mãe e filha, Jamie Lee Curtis. Voltariam a encontrar-se vinte anos depois em Halloween H20: 20 years later de Steve Miner, uma filme que retoma a carnificina de Michael Myers duas décadas depois.
O seu último trabalho foi Bad Girls from Valley High, um filme produzido em 2004 e lançado no ano seguinte, ou seja, 2005, após sua morte.

### Morte
Janet Leigh faleceu aos 77 anos em Beverly Hills. A causa da morte, dizem, foi vasculite, uma doença que contraíra há pouco tempo. Esta foi também uma fase da sua vida na qual escreveu a sua autobiografia "There Really Was a Hollywood", um filme sobre a feitura de "Psycho" intitulado "Behind tyhe Scenes of a Classic Chiller" e ainda um romance, "House of Destiny".
Encontra-se sepultada no cemitério de Westwood Village Memorial Park de Los Angeles, Califórnia nos Estados Unidos.

## Filmografia
- The Romance of Rosy Ridge (1947)
- If Winter Comes (1947)
- Act of Violence (1948)
- Hills of Home (1948)
- Words and Music (1948)
- Holiday Affair (1949)
- Little Women (1949)
- The Red Danube (1949)
- That Forsyte Woman (1950)
- Angels in the Outfield (1951)
- Scaramouche (1952)
- Just This Once (1952)
- Confidentially Connie (1953)
- The Naked Spur (1953)
- Houdini (1953)
- Walking My Baby Back Home (1953)
- O Príncipe Valente (1954)
- The Black Shield of Falworth (1954)
- Living It Up (1954)
- Rogue Cop (1954)
- Pete Kelly's Blues (1955)
- My Sister Eileen (1955)
- Estradas do Inferno (1957)
- Touch of Evil (1958)
- The Vikings (1958)
- The Perfect Furlough (1959)
- Psycho (1960)
- Who Was That Lady? (1960)
- Pepe (1961)
- The Manchurian Candidate (1962)
- Bye Bye Birdie (1963)
- Wives and Lovers (1963)
- Three on a Couch (1966)
- Harper (1966)
- Kid Rodelo (1966)
- An American Dream (1966)
- Grand Slam (1967)
- Hello Down There (1969)
- Night of the Lepus (1972)
- One Is a Lonely Number (1972)
- Columbo: Forgotten Lady (TV) (1975)
- Boardwalk (1979)
- The Fog (1980)
- Psycho II (1983; flashback)
- Terror in the Aisles (1984; pequena aparição)
- Psycho III (1986; flashback)
- Halloween H20: 20 Years Later (1998)
- Bad Girls from Valley High (2005)